# Jérémy Chardy
Jérémy Chardy (* 12. února 1987 Pau) je francouzský profesionální tenista. Ve své dosavadní kariéře na okruhu ATP Tour vyhrál jeden singlový a sedm deblových turnajů. Na challengerech ATP a okruhu ITF získal sedm titulů ve dvouhře a dva ve čtyřhře.
Na žebříčku ATP byl nejvýše ve dvouhře klasifikován v lednu 2013 na 25. místě a ve čtyřhře pak v únoru 2020 na 24. místě. Na juniorském kombinovaném žebříčku ITF nejvýše figuroval v září 2005 na 3. místě. Trénují ho James Davidson a Cédric Pioline. Dříve tuto roli plnil bývalý švédský tenista Magnus Tideman.
Na nejvyšší grandslamové úrovni se nejdále probojoval do čtvrtfinále melbournského Australian Open 2013, kde ve třech setech nestačil na pozdějšího finalistu Brita Andyho Murrayho. Ve čtyřhře si zahrál s krajanem Fabricem Martinem finále French Open 2019, z něhož odešli poraženi od německého páru Kevin Krawietz a Andreas Mies. Ve Wimbledonu 2005 ovládl juniorku po finálovém vítězství nad Nizozemcem Robinem Haasem.
Ve francouzském daviscupovém týmu debutoval jako 22letý v roce 2009 barážovým utkáním o světovou skupinu proti Nizozemsku, když nastoupil do pátého singlového zápasu za rozhodnutého stavu proti Jessemu Hutaovi Galungovi, kterého porazil ve dvou setech. Francie zvítězila 4:1 na zápasy. Do roku 2021 v soutěži nastoupil k pěti mezistátním utkáním s bilancí 5–2 ve dvouhře a 0–0 ve čtyřhře.

## Finále na Grand Slamu

### Mužská čtyřhra: 1 (0–1)
| Stav      | Rok  | Turnaj      | Povrch | Spoluhráč      | Soupeři ve finále           | Výsledek      |
| --------- | ---- | ----------- | ------ | -------------- | --------------------------- | ------------- |
| Finalista | 2019 | French Open | antuka | Fabrice Martin | Kevin Krawietz Andreas Mies | 2–6, 6–7(3–7) |

## Finále na okruhu ATP Tour
| Legenda                       |
| D – dvouhra; Č – čtyřhra      |
| Grand Slam (0–1 Č)            |
| Turnaj mistrů (0)             |
| ATP Tour Masters 1000 (0–1 Č) |
| ATP Tour 500 (1–3 Č)          |
| ATP Tour 250 (1–2 D; 6–5 Č)   |

### Dvouhra: 3 (1–2)
| Stav      | č. | datum             | turnaj                              | povrch | soupeř ve finále   | výsledek      |
| --------- | -- | ----------------- | ----------------------------------- | ------ | ------------------ | ------------- |
| Finalista | 1. | 2. února 2009     | Johannesburg, Jihoafrická republika | tvrdý  | Jo-Wilfried Tsonga | 4–6, 6–7(5–7) |
| Vítěz     | 1. | 13. července 2009 | Stuttgart, Německo                  | antuka | Victor Hănescu     | 1–6, 6–3, 6–4 |
| Finalista | 2. | 17. června 2018   | Rosmalen, Nizozemsko                | tráva  | Richard Gasquet    | 3–6, 6–7(5–7) |

### Čtyřhra: 17 (7–10)
| Stav      | č.  | datum             | turnaj                         | povrch    | spoluhráč          | soupeři ve finále                  | výsledek              |
| --------- | --- | ----------------- | ------------------------------ | --------- | ------------------ | ---------------------------------- | --------------------- |
| Finalista | 1.  | 26. října 2009    | Petrohrad, Rusko               | tvrdý (h) | Richard Gasquet    | Colin Fleming Ken Skupski          | 6–2, 5–7, [4–10]      |
| Vítěz     | 1.  | 4. ledna 2010     | Brisbane, Austrálie            | tvrdý     | Marc Gicquel       | Lukáš Dlouhý Leander Paes          | 6–3, 7–6(7–5)         |
| Finalista | 2.  | 25. července 2010 | Hamburk, Německo               | antuka    | Paul-Henri Mathieu | David Marrero Marc López           | 3–6, 6–2, [8–10]      |
| Finalista | 3.  | 26. února 2011    | Dubaj, Spojené arabské emiráty | tvrdý     | Feliciano López    | Serhij Stachovskyj Michail Južnyj  | 6–4, 3–6, [3–10]      |
| Finalista | 4.  | 28. dubna 2012    | Bukurešť, Rumunsko             | antuka    | Łukasz Kubot       | Robert Lindstedt Horia Tecău       | 6–7(2–7), 3–6         |
| Vítěz     | 2.  | 15. července 2012 | Stuttgart, Německo             | antuka    | Łukasz Kubot       | Michal Mertiňák André Sá           | 6–1, 6–3              |
| Finalista | 5.  | 13. července 2014 | Båstad, Švédsko                | antuka    | Oliver Marach      | Johan Brunström Nicholas Monroe    | 6–4, 6–7(5–7), [7–10] |
| Finalista | 6.  | 26. října 2014    | Valencia, Španělsko            | tvrdý (h) | Kevin Anderson     | Jean-Julien Rojer Horia Tecău      | 4–6, 2–6              |
| Vítěz     | 3.  | 25. července 2015 | Bastad, Švédsko                | antuka    | Łukasz Kubot       | Juan Sebastián Cabal Robert Farah  | 6–7(6–8), 6–3, [10–8] |
| Vítěz     | 4.  | 7. ledna 2017     | Dauhá, Katar                   | tvrdý     | Fabrice Martin     | Vasek Pospisil Radek Štěpánek      | 6–4, 7–6(7–3)         |
| Finalista | 7.  | 7. května 2017    | Mnichov, Německo               | antuka    | Fabrice Martin     | Juan Sebastián Cabal Robert Farah  | 3–6, 3–6              |
| Vítěz     | 5.  | únor 2017         | Rotterdam, Nizozemsko          | tvrdý (h) | Henri Kontinen     | Jean-Julien Rojer Horia Tecău      | 7–6(7–5), 7–6(7–4)    |
| Vítěz     | 6.  | 24. února 2019    | Marseille, Francie             | tvrdý (h) | Fabrice Martin     | Ben McLachlan Matwé Middelkoop     | 6–3, 6–7(4–7), [10–3] |
| Vítěz     | 7.  | 5. května 2019    | Estoril, Portugalsko           | antuka    | Fabrice Martin     | Luke Bambridge Jonny O'Mara        | 7–5, 7–6(7–3)         |
| Finalista | 8.  | 8. června 2019    | French Open, Paříž, Francie    | antuka    | Fabrice Martin     | Kevin Krawietz Andreas Mies        | 2–6, 6–7(3–7)         |
| Finalista | 9.  | 20. září 2020     | Řím, Itálie                    | antuka    | Fabrice Martin     | Marcel Granollers Horacio Zeballos | 4–6, 7–5, [8–10]      |
| Finalista | 10. | 7. února 2021     | Melbourne, Austrálie           | tvrdý     | Fabrice Martin     | Nikola Mektić Mate Pavić           | 6–7(2–7), 3–6         |

## Finále na challengerech a Futures
| Legenda                    |
| -------------------------- |
| D – dvouhra; Č – čtyřhra   |
| Challengery (6–4 D; 1–2 Č) |
| Futures (1–3 D; 1–0 Č)     |

### Dvouhra: 13 (7–6)
| Stav      | č. | datum           | turnaj                     | povrch | soupeř ve finále      | výsledek                |
| --------- | -- | --------------- | -------------------------- | ------ | --------------------- | ----------------------- |
| Vítěz     | 1. | 28. března 2005 | Grasse, Francie            | antuka | Stefan Wauters        | 6–2, 6–3                |
| Finalista | 1. | 9. ledna 2006   | Barnstaple, Velká Británie | tvrdý  | Stéphane Robert       | 6–7(3–7), 1–6           |
| Finalista | 2. | 20. března 2006 | Khemisset, Maroko          | antuka | Dušan Karol           | 6–3, 3–6, 6–7(7–9)      |
| Vítěz     | 2. | 11. června 2007 | Košice, Slovensko          | antuka | Denis Gremelmayr      | 4–6, 7–6(7–5), 6–4      |
| Vítěz     | 3. | 22. října 2007  | Barnstaple, Velká Británie | tvrdý  | Stéphane Bohli        | 7–6(7–4), 6–7(1–7), 7–5 |
| Finalista | 3. | 12. května 2008 | Marrákeš, Maroko           | antuka | Gaël Monfils          | 6–7(2–7), 6–7(6–8)      |
| Vítěz     | 4. | 2. srpna 2008   | Štýrský Hradec, Rakousko   | antuka | Sergio Roitman        | 6–2, 6–1                |
| Finalista | 4. | 12. června 2011 | Nottingham, Velká Británie | tráva  | Dudi Sela             | 4–6, 6–3, 5–7           |
| Vítěz     | 5. | 2. října 2011   | Madrid, Španělsko          | antuka | Daniel Gimeno-Traver  | 6–1, 5–7, 7–6(7–3)      |
| Vítěz     | 6. | 7. ledna 2012   | Nouméa, Francie            | tvrdý  | Adrián Menéndez       | 6–4, 6–3                |
| Finalista | 5. | 6. května 2012  | Tunis, Tunisko             | antuka | Rubén Ramírez Hidalgo | 1–6, 4–6                |
| Finalista | 6  | 14. května 2017 | Aix-en-Provence, Francie   | antuka | Frances Tiafoe        | 3–6, 6–4, 6–7(7–5)      |
| Vítěz     | 7  | 10. června 2018 | Surbiton, Velká Británie   | tráva  | Alex de Minaur        | 6–4, 4–6, 6–2           |

### Čtyřhra: 4 (2–2)
| Stav      | č. | datum           | turnaj                          | povrch | spoluhráč        | soupeři ve finále               | výsledek          |
| --------- | -- | --------------- | ------------------------------- | ------ | ---------------- | ------------------------------- | ----------------- |
| Vítěz     | 1. | 20. března 2006 | Khemisset, Maroko               | antuka | Dušan Karol      | Fabio Colangelo Marco Crugnola  | 7–5, 7–5          |
| Vítěz     | 2. | 2. dubna 2007   | San Luis Potosí, Mexiko         | antuka | Marcelo Melo     | Jorge Aguilar Pablo González    | 6–0, 6–3          |
| Finalista | 1. | 13. srpna 2007  | Štýrský Hradec, Rakousko        | antuka | Predrag Rusevski | Sebastián Decoud Jurij Ščukin   | 6–3, 3–6, [7–10]  |
| Finalista | 2. | 3. září 2007    | Alphen aan den Rijn, Nizozemsko | antuka | Predrag Rusevski | Leonardo Azzaro Lovro Zovko     | 3–6, 3–6          |
| Finalista | 3. | 13. května 2017 | Aix-en-Provence, Francie        | antuka | Andre Begemann   | Wesley Koolhof Matwé Middelkoop | 6–2, 4–6, [14–16] |

## Postavení na konečném žebříčku ATP

### Dvouhra
| Rok    | 2004  | 2005   | 2006   | 2007   | 2008  | 2009  | 2010  | 2011   | 2012  | 2013  | 2014  | 2015  | 2016  | 2017  | 2018  | 2019  |
| Pořadí | 1175. | ▲ 577. | ▲ 262. | ▲ 188. | ▲ 73. | ▲ 32. | ▼ 45. | ▼ 103. | ▲ 32. | ▼ 34. | ▲ 29. | ▼ 31. | ▼ 69. | ▼ 78. | ▲ 40. | ▼ 51. |

### Čtyřhra
| Rok    | 2004  | 2005   | 2006   | 2007   | 2008   | 2009   | 2010  | 2011   | 2012  | 2013  | 2014  | 2015  | 2016   | 2017  | 2018   | 2019  |
| Pořadí | 1752. | ▲ 986. | ▲ 480. | ▲ 223. | ▼ 435. | ▲ 137. | ▲ 76. | ▼ 138. | ▲ 87. | ▼ 92. | ▲ 66. | ▼ 46. | ▼ 105. | ▲ 93. | ▼ 136. | ▲ 30. |